# Eine Frau ohne Liebe
Eine Frau ohne Liebe (Originaltitel: Una mujer sin amor) ist ein mexikanischer Film von Luis Buñuel aus dem Jahr 1951. Er basiert auf dem Roman Pierre und Jean von Guy de Maupassant. Nach Auffassung von Buñuel war es sein schlechtester Film.

## Handlung
Durch den Tod von Julio Mistral, einem alten Freund der Eheleute Carlos und Rosario Montero, wird das Leben einer ganzen Familie durcheinandergewirbelt. Carlos und Rosario haben zwei Söhne: den älteren Carlos Junior, auch Carlitos genannt, und den jüngeren Miguel. Julio vererbt sein gesamtes Vermögen dem kleinen Miguel, wodurch Carlos Junior tief gekränkt ist und beginnt, seinen Bruder zu hassen. Aber auch Vater Carlos wird misstrauisch und schließlich kommt zutage, dass Rosario einst eine Affäre mit Julio hatte und dieser der leibliche Vater von Miguel ist. Am Ende versöhnt sich Carlitos mit Miguel, verlässt aber sein Elternhaus und zieht fort.